# Лєон Подоський
Лєон Подоський (пол. Leon Podoski, 1773–1847) — голова Головного суду Подільської губернії, маршалок шляхти Ямпільського повіту.

## Життєпис
Походив з давнього шляхетського роду гербу Юноша (пол. Junosza), відомого вже з початку XV ст., який узяв прізвище від назви родового гнізда Подосє в північній Мазовії. З XVI ст. представники роду переселялись із Мазовії в інші частини Речі Посполитої, головним чином до Малопольщі. Уживали офіційно не визнаний графський титул («графи на Подосю»). У середині XVIII ст. одна гілка роду вкорінилася в Україні.

### Сім'я
Засновником роду Подоських в Україні був Францішек Подоський — полковник у хоругві плоцького воєводи Ю. А. Подоського, який прибув до України разом зі своєю хоругвою.
Одружившись 1750 р. з Розалією Метельською, він продав маєтки в Польщі й осів на Поділлі. Мав 4 синів і 4 доньок.
Його син Єжи, шамбелян Станіслава Августа, набув «Монастирищенський ключ» у Липовецькому пов. (бл. 1805 р. в Скоповського) і збудував у Монастирищі палац та заклав великий пейзажний парк.

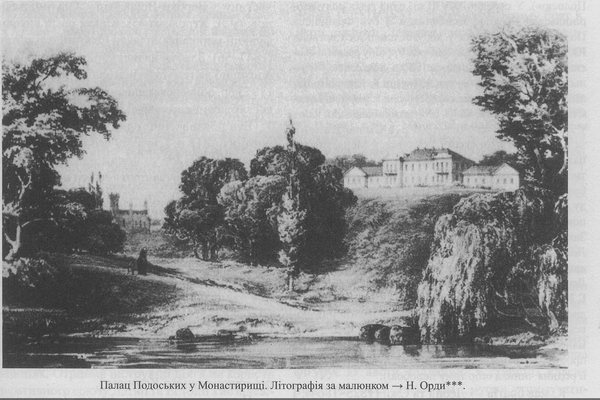
Палац Подоських в Монастирищі. Літографія за малюнком Н. Орди.

Після бездітної смерті Єжи той «ключ» успадкував Лєон, який вже був власником Джугастри з присілками Юліанівка та Захар'яшівка (набутої ним 1802 р. в Матковських), Леонівки Ольгопільського пов., Лопатинців, Деребчина та Деребчинки Ямпільського пов (ймовірно, набутого 1800 року у Теодора Потоцького).
Лєон, одружений з Казімєжею Камєнською (сестрою Г. Камєнського, генерала польських військ), мав дітей: Владислава, Генрика, Пауліну (матір Кароліни Вітгенштейн), одружену з Петром Івановським (батько Кароліни Вітгенштейн), і Розалію, одружену (7 жовтня 1821) з генерал-майором Теодором фон Кальм.
Обидва сини Лєона померли в молодому віці.
Донька Лєона, Пауліна, в подальшому дідичка Деребчина, любила бурхливе світське життя, часто мешкала в Берліні й Відні, де її гостинний дім завжди був відкритий для митців та вчених. До того ж, вона вважала свій шлюб мезальянсом. Рід Подоських був досить відомий у давній Речі Посполитій — мав у своєму родоводі архієпископа, кількох воєвод і каштелянів, мав графський титул, який, щоправда, в Російській імперії не визнавався.
Леон, після від'їзду зятя Теодора фон Кальма до Курляндії, взяв під опіку своїх онуків — Теодора (1823-1884), Лєона (1824-1894) та Єжи (1825-1864) і виховував їх у патріотичному дусі. З огляду на те, що обидва сини Лєона померли в молодому віці бездітними, він після смерті фон Кальма подав прохання до імператора Миколи І про всиновлення внуків і надання їм свого прізвища й герба. У 1851 р. брати легітимувалися в Київській губ вже під прізвищем Кальм-Подоських і з гербом Юноша (у відповідному указі Сенату (від 19.10.1851).
Теодор Кальм-Подоський (1823-1884, старший внук, закінчив ліцей у Царському Селі (1843). У 1845 р. одружився з Марією Магдаленою Ґлясенапп і осів на Поділлі, де разом з братом Єжи успадкував після матері Велику й Малу Джугастру, а по дідові Леонові (за духовним заповітом від 17.12.1845) — Деребчинку. У 1847 р. набув частину Вербки-Волоської Ольгопільського пов. (у Л. Ятродського). Кілька разів виконував функції маршалка шляхти Ольгопільського пов. (1847-56). Здобув визнання польського середовища за опозицію до ген.-губернатора Д. Бібікова, у 1850 і 1853pp. обирався маршалком шляхти Подільської губернії, однак так ним і не став.
Був призначений одним з опікунів секвестрованих 1848 р. маєтків його кузини Кароліни Вітгенштейн.
Після господарських невдач (спричинених, м. ін., спекулятивними операціями) зазнав чималих утрат. У 1856 р. разом з братом Єжи продав Велику й Малу Джугастру В. Маньковському. Леонівку з Вербкою-Волоською під час родинного поділу 1857 р. передав брату Єжи.
Після смерті дружини (1855) переїхав до Варшави. Підтримував близькі контакти з консервативним табором польської еміграції (т. зв. «Готелем Лямбер»), співпрацював з його Бюро. У 1863 р. писав політичні статті до французьких часописів, зокрема до «Patrie». Улітку 1863 р. опрацював меморіал для Національного уряду у Варшаві, який містив план акції в прибалтійських провінціях для зміцнення національних почуттів латишів і естонців з метою підготовки відторгнення тих земель від Російської імперії. У зв'язку з необхідністю опікуватися паралізованим братом Єжи виїхав у середині жовтня до Рима, де став секретарем дипломатичного агента Національного уряду князя К. Чарториського. Ще до того встановив тісний контакт з ватиканськими колами, тож швидко здобув доступ до кардинала Антонеллі та був на кількох аудієнціях у Пія IX.
Подальша доля К. маловідома. Мешкав у Малазі (Іспанія), заробляючи на життя як приватний учитель. Помер у 1884 р. У шлюбі з Марією Маґдалєною Глясенапп мав доньку Лєонію (1846), яка вступила до кляштору, і сина Ґабріеля (*18.ІУ.1852, Джугастра), якому брат Лєон записав Леонівку та Слободу-Шляхетну Ольгопільського повіту — маєтки, успадковані ним від брата Єжи, який не створив сім'ї.
Леон Кальм–Подоський (1824-1894) був католицьким діячем, публіцистом. Отримав від діда Лєона Подоського Монастирищинський маєток. Провів багато років за кордоном, в основному для лікування.
В 1863 році повернувся до України. Підтримував близькі контакти з польськими єпископами і був посередником між ними та Ватиканом, будував костьоли. Помер 10 жовтня 1894 року в Монастирищі.
Монастирище довгий час опинялося в руках Леонів Подоських: спочатку дід-вихователь, потім його усиновлений середній онук, теж Леон, а від нього — і син Леона-молодшого, теж Леон фон Кальм-Подоський (народився в 1846 р., юрист за освітою).
Помер Лєон Подоський в 1847 році.